# Aeroportul Gore
Aeroportul Gore (IATA: GOR, ICAO: HAGR) este un aeroport din Etiopia ce deservește zona Gore. A fost numit după zona deservită.
Situat la o altitudine de 2.006 m, aeroportul dispune de o singură pistă.